# Мызников, Сергей Алексеевич
Серге́й Алексе́евич Мы́зников (род. 21 декабря 1957) — российский лингвист, член-корреспондент РАН (2016); заведующий отделом диалектной лексикографии и лингвогеографии русского языка Института лингвистических исследований РАН; профессор РГПУ им. А. И. Герцена; главный научный сотрудник Центра ареальной лингвистики Института славяноведения РАН (с 2018). Специалист по русской диалектологии, уральским языкам, взаимодействию русского языка с уральскими.

## Биография
Окончил филологический факультет ЛГУ, ученик А. С. Герда. 10 июня 1994 года в Институте лингвистических исследований РАН защитил кандидатскую диссертацию «Лексика прибалтийско-финского происхождения в русских говорах Обонежья» (официальные оппоненты О. А. Черепанова и Н. В. Попова). Работает в Институте лингвистических исследований (заведующий отделом диалектной лексикографии и лингвогеографии русского языка, руководитель группы Словаря русских народных говоров) и в Педагогическом университете им. Герцена (заведующий кафедрой уральских языков, фольклора и литературы).
Доктор филологических наук (2003, диссертация «Лексика финно-угорского происхождения в русских говорах Северо-Запада: этимологический и лингвогеографический анализ»), член-корреспондент РАН по Отделению историко-филологических наук (2016).
Член редколлегий журналов «Вестник Пермского университета. Российская и зарубежная филология», «Вестник Костромского университета», «Acta Linguistica Petropolitana», «Урало-алтайские исследования», «Вестник Чувашского университета».
Ответственный редактор ряда томов Словаря русских народных говоров, а с его 47 выпуска — главный редактор.

## Основные работы
Автор около 300 научных публикаций.
- Атлас субстратной и заимствованной лексики русских говоров Северо-Запада. — СПб.: Наука, 2003. — 360 с. — 700 экз. — ISBN 5-02-027426-7.
  - Атлас субстратной и заимствованной лексики русских говоров Северо-Запада. — 2-е изд., испр. и доп. — СПб.: Наука, 2007. — 395 с. — ISBN 978-5-02-026509-7.
- Русские говоры Обонежья: ареально-этимологическое исследование лексики прибалтийско-финского происхождения. — СПб.: Наука, 2003. — 540 с. — ISBN 5-02-027113-6.
- Лексика финно-угорского происхождения в русских говорах Северо-Запада: Этимологический и лингвогеографический анализ. — СПб.: Наука, 2004. — 492 с. — ISBN 5-02-027142-X.
- Русские говоры Среднего Поволжья: Чувашская Республика, Республика Марий Эл. — СПб.: Наука, 2005. — 636 с. — ISBN 5-02-027031-8.
- Русский диалектный этимологический словарь. Лексика контактных регионов. — М. — СПб.: Нестор-История, 2019. — 1064 с. — ISBN 978-5-4469-1552-1.  (Рецензия)
- Лингвистический атлас вепсского языка (ЛАВЯ) / И. В. Бродский, О. Ю. Жукова, Н. Г. Зайцева, И. И. Муллонен, С. А. Мызников; Под общ. ред. Н. Г. Зайцевой; сост. и оформл. карт атласа: Н. Л. Шибанова. — СПб.: Нестор-История, 2019. — 574 с. — ISBN 978-5-4469-1395-4.
- Русские говоры Беломорья в контексте этноязыкового взаимодействия: опыт комплексного исследования. — М.; СПб.: Нестор-История, 2021. — 912 с. — ISBN 978-5-4469-1778-5.